# エアポート'05
『エアポート'05』（Crash Landing）は、2004年に制作されたパニック映画。日本では劇場未公開で、アルバトロス株式会社よりDVDが発売された。

## あらすじ
空軍のジョンは、以前、悪天候の中飛行機を不時着させる事故を起こし、第一線を退いていた。
その後、大富豪のデイビスは、娘の誕生日にオーストラリア旅行をプレゼントし、ジョンを娘の護衛につける。子守のような仕事にジョンは飽き飽きしていたが、実はその飛行機に乗っていた客室乗務員はデイビスの娘を誘拐しようと企むテロリスト集団だった。
銃撃戦で燃料タンクに穴が空き、燃料漏れが発生。さらにテロリストの一人と戦った機長は撃たれ、怪我をしてしまう。航空機には台風が迫っていた。
残された道はただひとつ。それは近くのハワイで建設中だった粗悪な滑走路に着陸することだった……。

## スタッフ
- 監督：ジェイ・アンドリュース
- 製作総指揮：リサ・ハンソン、タラート・キャプタン
- 製作：ポール・ハーツザルグ、キンバリー・A・レイ
- 脚本：ジェイ・アンドリュース、ウィリアム・モンロー、ポール・ブリケット
- 編集：ランディ・カーター
- 音楽：ニール・アクリー
- 撮影：アンドリュー・ロソト
- 特殊効果：ヒドゥン・フォートレス

## キャスト
- ジョン・マスターズ：アントニオ・サバト・ジュニア
- ウィリアムズ：マイケル・パレ
- ロッシェル・デイビス：ブライアン・デイヴィス
- カール・トレンタ：レネ・リヴェラ
- デイヴィス：ケヴィン・ドブソン
- メラニー：サンドラ・マッコイ
- ロジャー：ブランドン・バラッシュ

### 吹き替え
- マスターズ：花田光
- ロッシェル：園崎未恵
- ウィリアムズ：中田雅之
- デイヴィス：津田英三
- メラニー：木下紗華
- ロジャー：岩田翼
- その他の声の吹き替え：佐々木睦／辻親八／楠見尚己／朝倉栄介／近藤孝行／大浦冬華／最上嗣生／桐井大介／勝田晶子／黒河奈美

## 注
1. ↑  この作品は、『大空港』に始まる「エアポート・シリーズ」とは関係がない。また、アルバトロス株式会社は、他にもエアポートを冠したタイトルでソフトを発売しているが、それらの作品とも制作上直接の関係はない。